# Timbal (música llatina)

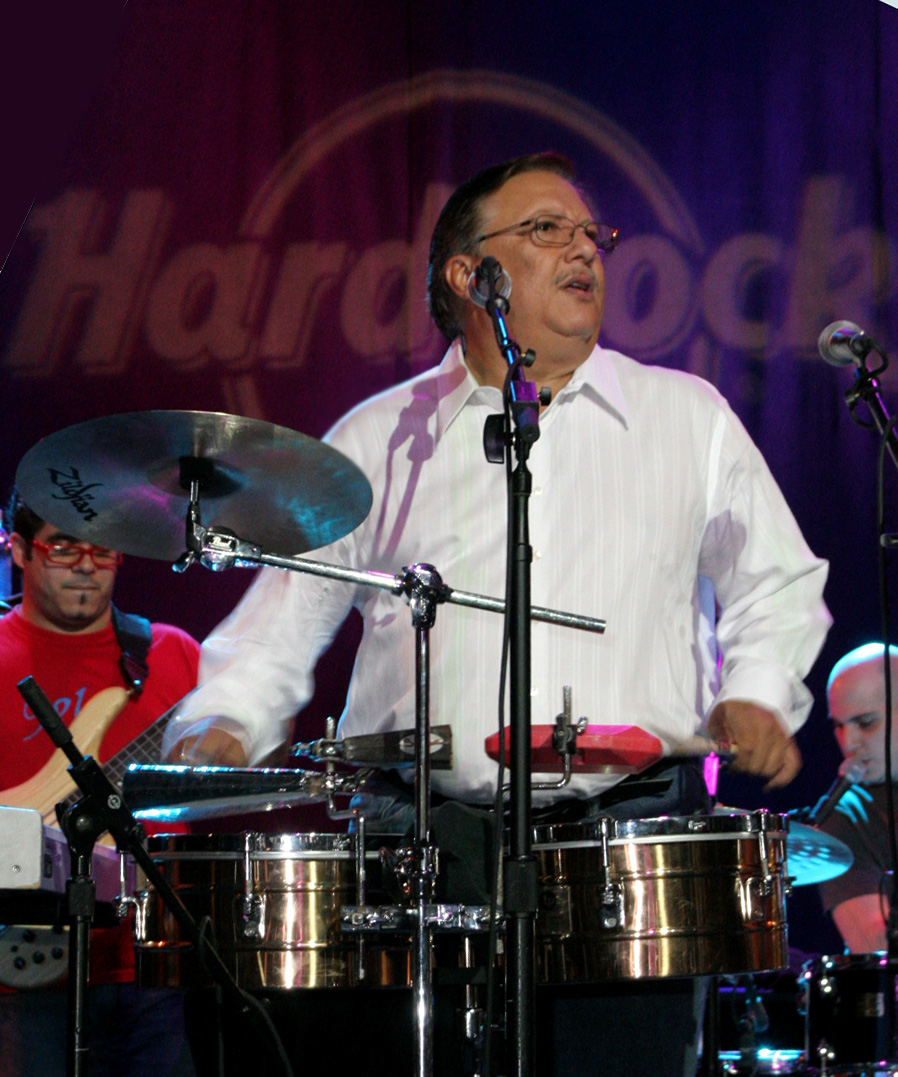
Arturo Sandoval tocant els timbals al Hard Rock Cafe de Times Square.

Els timbals (en castellà timbales, també dits pailas criollas) són uns tambors cilíndrics amb carcassa usualment de metall, amb una sola membrana, inventats a Cuba a principis del segle xx i usats en les orquestres cubanes de música popular.
El timbal és menys profund que el tom-tom, i normalment està afinat més agut. L'intèrpret (timbalero) utilitza una gran varietat de percussions, tant sobre la membrana com sobre la carcassa, a fi de produir sons de timbres molt diversos. La carcassa s'anomena cáscara, nom que també s'utilitza per al patró rítmic propi de la salsa i que es pica sobre la carcassa a fi de marcar el temps.
El nom «timbal» prové del fet que en el seu inici els timbales eren un substitut de les timbales pròpies de l'orquestra clàssica.